# Whelen All-American Series
Le Whelen All-American Series (precedentemente Dodge Weekly Series) è una serie di gare automobilistiche di livello dilettantistico e semiprofessionistico patrocinata dalla NASCAR. Viene comunemente considerato il più basso livello di competizioni fra quelle nell'orbita NASCAR ed è quindi il punto di ingresso per un gran numero di aspiranti piloti.

## Storia
Nei 25 anni di corse settimanali patrocinate da NASCAR per un campionato nazionale, le piste sono state divise inizialmente per vicinanza geografica per obiettivi di sviluppo di campioni regionali, e più tardi casualmente fra quattro divisioni. Nel 2005 le Weekly Series divennero le prime serie sotto l'egida NASCAR ad avere una presenza permanente fuori dagli USA, con le piste a Saint-Eustache, Quebec, Delaware, Ontario ed Edmonton, Alberta inserite nel circuito.
I punti sono attribuiti prima di tutto per la posizione finale come nelle regole NASCAR, con punti bonus aggiunti per corse contro parchi macchine di almeno 15 concorrenti (punti doppi se sono almeno 25). Per ogni pilota sono conteggiati solo i migliori 16 risultati stagionali. Sebbene questo aiuti a livellare il campo dei partecipanti in qualche modo, restano avvantaggiati i piloti che corrono più gare, avendo così maggiori possibilità di buono piazzamenti. Dal 2007 ogni stato o provincia incorona un campione divisionale e di questi campioni il pilota con il migliore indice di performance di competizione diventa il vincitore nazionale delle Whelen All-American Series.
Quali siano le auto usate per realizzare punti nelle gare è a discrezione delle piste dove si svolgono le gare, all'interno delle linee guida delle Weekly Series. Nel 2005 sono state dichiarate adatte Sportsman, Super Late Models, Pro Late Models, Late Model Stock Cars, Modifieds, SK Modifieds, Dirt Modifieds, Dirt Late Models, Pro Stocks e Super Stocks. Le piste sono tutte corte, fra 1/4 di miglio e 5/8 di miglio; la maggior parte è pavimentata, ma ci sono anche piste con altri fondi.

## Piste delle Weekly Series
- Ace Speedway - Altamahaw, N.C. (4/10 Mile Asfalto)
- Altamont Motorsports Park - Tracy, CA (1/4 e 1/2 Mile ovale in asfalto, 1.1 Mile su strada)
- Beech Ridge Motor Speedway - Scarborough, Maine (1/3 Mile Asfalto)
- Bowman Gray Stadium - Winston-Salem, N.C. (1/4 Mile Asfalto)
- Caraway Speedway - Sophia, N.C. (.455 Mile Asfalto)
- Evergreen Speedway - Monroe, Wash. (.646 e 3/8 Mile Asfalto)
- Greenville-Pickens Speedway - Greenville, S.C. (1/2 Mile Asfalto)
- Lakeside Speedway - Kansas City, Kan. (1/2 Mile Dirt)
- Langley Speedway (Virginia) - Hampton, Va. (.395 Mile Asfalto)
- Lanier National Speedway - Braselton, Ga. (3/8 Mile Asfalto)
- Linn County Speedway - Pleasanton, Kan. (3/8 Mile Dirt)
- Mansfield Motorsports Speedway - Mansfield, Ohio (1/2 Mile Asfalto)
- Motor Mile Speedway - Radford, Va. (.416 Mile Asfalto)
- Rockford Speedway - Rockford, Ill. (1/4 Mile Asfalto)
- Rocky Mountain Raceways - West Valley City, Utah (3/8 Mile Asfalto)
- South Boston Speedway - South Boston, Va. (4/10 Mile Asfalto)
- Southern National Raceway Park - Kenly, N.C. (4/10 Mile Asfalto)
- Adams County Speedway - Corning, Iowa (1/2 Mile Dirt)
- Altamont Motorsports Park - Tracy, Calif. (1/2 Mile Asfalto)
- Autodrome St. Eustache - St. Eustache, Quebec, Canada (4/10 Mile Asfalto)
- Concord Motorsport Park - Concord, N.C. (1/2 Mile Asfalto Tri-Ovale)
- Edmonton International Raceway - Wetaskiwin, Alberta, Canada (1/4 Mile Asfalto)
- Grandview Speedway - Bechtelsville, Pa. (1/3 Mile Dirt)
- I-80 Speedway at Nebraska Raceway Park - Greenwood, Neb. (4/10 Mile Dirt)
- Lee USA Speedway - Lee, N. H. (3/8 mile Asfalto)
- Myrtle Beach Speedway - Myrtle Beach, S.C. (1/2 Mile Asfalto)
- Oglethorpe Speedway Park - Savannah, Ga. (1/2 Mile Dirt)
- San Antonio Speedway - San Antonio, Tex. (1/2 Mile Asfalto)
- Shasta Raceway Park - Anderson, Calif. (3/8 Mile Asfalto)
- Spencer Speedway - Williamson, N. Y. (1/2 Mile Asfalto)
- Stockton "99" Speedway - Stockton, Calif. (1/4 Mile Asfalto)
- Wall Township Speedway - Wall Township, N.J. (1/3 Mile Asfalto)
- Colorado National Speedway - Erie, Colo. (3/8 Mile Asfalto)
- Columbus Motor Speedway - Columbus, Ohio (1/3 Mile Asfalto)
- Dubuque Fairgrounds Speedway - Dubuque, Iowa (3/8 Mile Terra battuta)
- Hickory Motor Speedway - Hickory, N.C. (.363 Mile Asfalto)
- Holland International Speedway - Holland, N. Y. (3/8 Mile Asfalto)
- Kalamazoo Speedway - Kalamazoo, Mich. (3/8 Mile)
- Kil-Kare Speedway - Xenia, Ohio (3/8 Mile Asfalto)
- LaCrosse Fairgrounds Speedway - West Salem, Wis. (5/8 Mile Asfalto)
- Lake Erie Speedway - North East, Pa. (3/8 Mile Asfalto)
- Magic Valley Speedway - Twin Falls, Idaho (1/3 Mile Asfalto)
- Old Dominion Speedway - Manassas, Va. (3/8 Mile Asfalto)
- Peoria Speedway - Peoria, Ill. (1/4 Mile Dirt)
- Riverhead Raceway - Riverhead, N. Y. (1/4 Mile Asfalto)
- Rockford Speedway - Rockford, Ill. (1/4 Mile Asfalto)
- The Bullring at Las Vegas Motor Speedway - Las Vegas, Nev. (3/8 Mile Asfalto)
- Elko Speedway - Elko, Minn. (3/8 Mile Asfalto)
- Farley Speedway - Farley, Iowa (1/2 Mile Dirt)
- I-80 Speedway at Nebraska Raceway Park - Greenwood, Neb. (4/10 Mile Dirt)
- Irwindale Speedway - Irwindale, Calif. (1/2 Mile & 1/3 Mile Asfalto)
- Jennerstown Speedway - Jennerstown, Pa. (1/2 mile Asfalto)
- Monadnock Speedway - Winchester, N. H. (1/4 Mile Asfalto)
- Motordrome Speedway - Smithton, Pa. (1/2 Mile Asfalto)
- Music City Motorplex - Nashville, Tenn. (5/8 & 1/4 Mile Asfalto)
- Raceway Park - Shakopee, Minn. (1/4 Mile Asfalto)
- Stafford Motor Speedway - Stafford Springs, Conn. (1/2 Mile Asfalto)
- Star Speedway - Epping, N. H. (1/4 Mile Asfalto)
- Thompson International Speedway - Thompson, Conn. (5/8 Mile Asfalto)
- Tucson Raceway Park - Tucson, Ariz. (3/8 Mile Asfalto)
- Twin State Speedway - Claremont, N. H. (1/3 Mile Asfalto)
- Waterford Speedbowl - Waterford, Conn. (3/8 Mile Asfalto)
- Wall Township Speedway-Belmar, NJ. (1/3 Mile Asfalto)